# SN 2003ch
SN 2003ch – supernowa typu Ia odkryta 21 marca 2003 roku w galaktyce UGC 3787. W momencie odkrycia miała maksymalną jasność 17,40m.